# Springebach
Der Springebach, auch kurz Springe und im Unterlauf Gröne genannt, ist ein 3,6 km langer, südöstlicher und orographisch linker Zufluss des Hillebachs im Rothaargebirge. Er fließt beim und im Winterberger Stadtteil Grönebach im nordrhein-westfälischen Hochsauerlandkreis.

## Geographie

### Verlauf
Der Springebach entspringt im Naturpark Sauerland-Rothaargebirge, in dem er gänzlich fließt, zwischen dem abseits des Bachs liegenden Medebacher Stadtteil Küstelberg im Osten und dem am Bach gelegenen Winterberger Stadtteil Grönebach im Nordwesten. Seine Quelle liegt am Sattel zwischen dem 693,1 m ü. NHN hohen Halle im Nordnordosten und dem 721,4 m hohen Böhl im Westsüdwesten auf etwa 638 m Höhe.
Anfangs fließt der Bach nach Nordwesten und folgt dabei der Landesstraße 872. Nach etwa 1000 m Fließstrecke wendet er sich – bei Passieren der 681,5 m hohen Egge – nach Westen. Am westlichen Ortsrand von Grönebach, fließt ihm die 1,5 km lange und letztlich von Südsüdwesten aus dem Naturschutzgebiet Westernau kommende Westernau zu. Ab hier wird der Bach Gröne genannt. Diese durchfließt das Dorf Grönebach in nordnordwestlicher Richtung.
Anschließend mündet die Gröne westlich der im Norden der Gemarkung Grönebach stehenden Strickmühle auf etwa 568 m Höhe in den dort von Osten kommenden Rur-Zufluss Hillebach; etwa 370 m nordöstlich ihrer Mündung liegt der Ortsrand des abseits der Gröne und nördlich vom Hillebach gelegenen Winterberger Stadtteils Hildfeld. Es ergeben sich 70 m Höhenunterschied, was einem mittleren Sohlgefälle von 19,4 ‰ entspricht.

### Einzugsgebiet und Zuflüsse
Der Springebach entwässert ein 4,869 km² großes Einzugsgebiet durch Hillebach, Ruhr und Rhein zur Nordsee. Sein größter Zufluss ist die linksseitige Westernau, die 1,6 km lang ist.

## Natur

### Schutzgebiete
Der Springebach fließt außerhalb des Dorfs Grönebach durch mehrere Schutzgebiete. Er entspringt im Quellsumpf Wagenschmier in der südöstlichen Teilfläche des Naturschutzgebiets (NSG) Springebachtal (Winterberg) (CDDA-Nr. 389906; 2006 ausgewiesen; 17,88 ha groß); unmittelbar an dieses Schutzgebiet schließt sich etwas oberhalb der Quelle das NSG Springebachtal (Medebach) (CDDA-Nr. 319131; 2002; 0,21 ha) an. Dieser Sumpf besteht aus brachgefallenem Feuchtgrünland, Grauweidengebüschen und Kleinseggenried. Nach dem Quellgebiet folgt ein etwa 1000 m langer Bachabschnitt, der nicht permanent Wasser führt. Dieser Abschnitt ist als Landschaftsschutzgebiets (LSG) Typ C (Wiesentäler, bedeutsamenes Extensivgrünland), hier einer Teilfläche des mehrteiligen LSG Hillebach-Zuläufe und Grünlandkomplex bei Hildfeld (CDDA-Nr. 378654; 2005; 48,6 ha), geschützt. Danach folgt die nordwestliche Teilfläche des NSG Springebachtal. Diese Fläche liegt im FFH-Gebiet Wiesen im Springebach- und Hillebachtal bei Niedersfeld (FFH-Nr. 4717-304; 1,1545 km²), in dem viele seltene Pflanzen und Tiere der Roten Liste vorkommen. Nach der Ortslage Grönebach befindet sich der Bach, nun Gröne genannt, bis zur Einmündung in den Hillebach im NSG Irrgeister (CDDA-Nr. 389797; 2006; 38,57 ha), das ebenfalls Teil des vorgenannten FFH-Gebiets ist. Die letzten Meter oberhalb der Mündung liegen am Rand des vorgenannten LSG.

### Flora und Fauna
In den Naturschutzgebieten Springebachtal und Irrgeister befinden sich wertvolle und artenreiche Feucht- und Nasswiesen. Inzwischen hat die Nordrhein-Westfalen-Stiftung größere Flächen in den NSG Springebachtal und Irrgeister auf Antrag des Vereins für Natur- und Vogelschutz im Hochsauerlandkreis angekauft. Diese Flächen der werden extensiv nach Vorgaben des Kultur-Landschafts-Pflege-Programms des Hochsauerlandkreises bewirtschaftet.
Die bis Anfang der 1990er Jahre vorkommende Bekassine lebt aktuell nicht mehr im Springebachtal, in dem Braunkehlchen und Wiesenpieper vorkommen.